# بين برانتلي
بين برانتلي (بالإنجليزية: Ben Brantley)‏ هو صحفي أمريكي، ولد في 26 أكتوبر 1954 في درم في الولايات المتحدة.